# Зотино (Курганская область)
Зотино — село в Петуховском районе Курганской области, административный центр Зотинского сельсовета.

## История села
Решением Курганского облисполкома № 434 от 09.12.1963 года посёлок отделение № 3 Петуховского зерносовхоза переименован в деревню Зотино Пашковского сельсовета. С 1965 г. село Зотино являлось центральной усадьбой совхоза «Раздолье».

## Население
| 1989 | 2002 | 2010 |
| ---- | ---- | ---- |
| 517  | ↘466 | ↘380 |